# 山田秀人
山田 秀人（やまだ ひでと、1975年4月13日 -  ）は、埼玉県出身の日本のプロモーター、イベンター。
特に、マンホールやコレクションカードに対する造詣が深く、現在はマンホールプロデューサー、コレクションカードプロデューサーを名乗り、活動している。

## 来歴
幼少期より玩具に興味を持っていたこともあり、大学卒業後はトイザらスに勤務。主に店舗スタッフとして、現場でのマネジメント業務に取り組む。職務内容にはやりがいを感じていたものの、両親がマンホールの仕事で出会い、自分も興味を持つようになったため、転職を決意した。
2002年から日之出水道機器株式会社に勤務。工場の内勤や営業部等を経験後、マンホールのデザインの多様性や様々な工夫を知り、「日本のマンホールは世界に誇れる文化物だ」と考えるようになる。
2015年からは広報部に転属。「マンホールのイメージ向上」を図るため、製造から販売にいたるまでの幅広い知識、玩具メーカーに勤めた経験、業務で培った人脈などを活かし、全国のマンホールを統一様式のトレーディングカードにする『マンホールカード』を発案。国主導で下水道広報を行っている『下水道広報プラットホーム（略称：GKP）』と連携しながら、日本全国のマンホールの広報活動を行う。マンホールカードの発行数は2年で約200万枚を超え、マンホールを趣味とする、新たなファン層を作り出した。
山田の活動は『マンホールカード』のみにとどまらず、7000人以上の来訪者を集めたマンホール愛好家向けのイベント『マンホールサミット』の開催や、ポケモンがデザインされたマンホール『ポケふた』の全国展開への基盤協力、数々のメディア出演など、多岐に渡る。
2018年、16年間勤務した日之出水道機器株式会社を退職。
2019年からは株式会社ストーリーノートに勤務。全国の観光施設を統一様式のトレーディングカードにした「ロゲットカード」の企画を、ストーリーノートの代表・藤澤仁から評価されたことが、入社のきっかけとなった。以降はデザインマンホールコンサルタントの活動と並行しつつ、「ロゲットカード」の普及活動に取り組んでいる。
2022年からは、集めて楽しむカードのプロデュースを行う「コレクションカードプロデューサー」と、エンターテイメントの知見からマンホールのプロデュースを行う「マンホールプロデューサー」、この2軸をメインに活動していくことを公表している。

## 人物
- 現在勤務するストーリーノートの代表藤澤仁に、自己紹介として、20分にわたり、両親の出会いから、マンホールカードの熱い想いまで語ったことがある[1]。
- 幼少期にビックリマンチョコの大流行を経験しており、思い入れが強い。マンホールカードの着想も、ビックリマンチョコから得ている。[3]
- 収集した玩具、特に造形物の写真撮影も趣味で、自身のTwitterやインスタグラムには多数の写真が投稿されている[4][5]。
- イラストやデザインにも関心があり、プロデュースしたコレクションカードの配色やデザイン等の原案を担当している。特にロゲットカードについては、「旅に行って集めるのが楽しくなる」ことを重視して、ポップな配色を意識した[6]。
- ONEPIECEを愛読しており、生きる上で大事なことはすべて書いてある、と考えている。
- 自身がプロデュースしたコレクションカードの愛好家とのコミュニケーションを重視しており、SNSでは積極的に交流を行い、現地イベントではサインにも応じる。

## 業績

### コレクションカード
- マンホールカード（第1弾～第7弾）

その場所を訪れ、特定の条件を満たすと受け取れるご当地カードの一種。
各土地ごとに、特有のデザインのマンホールの写真が載ったカードを受け取れる。
- ロゲットカード（第1弾～）

ご当地カードの一種。
全国各地の観光施設を、統一様式のコレクションカードにまとめる試みは、全国的に見ても初めての取り組みだった。
広報を行うためのyoutubeチャンネルにも多数出演している。

### 現地イベント
- マンホールサミット

日本全国にいるマンホール愛好家を集め、有識者によるトークショー、マンホールの実物展示、関連グッズの販売などを行うイベント。
- マンホールフェス

東急ハンズで行われる、マンホール関連グッズのポップアップストア。
場合によってはマンホールカードやマンホールの実物展示も併設される。
- マンホールイズム

マンホール愛好家100人を集め各々の「マンホールの好きなポイント」を発表し、それについての意見交換を行うイベント。

### 制作物
- マンホールカードコレクション１

マンホール愛好家向けの、様々なマンホールが掲載された資料集。
- マンホールカレンダー

日本各地のマンホールが掲載された、周めくり卓上カレンダー。

## メディア出演
- ひるまえ ほっと
- ZIP
- news every
- 相葉マナブ
- がっちりマンデー
- Nスタ
- ワイドナショー
- ありえへん∞世界
- 日経トレンディ
- 週刊プレイボーイ
- 読売新聞
- 朝日新聞
- 毎日新聞